# Cryptoplax
Cryptoplax is een geslacht van keverslakken uit de familie Cryptoplacidae.  

## Soorten
- Cryptoplax elioti Pilsbry, 1901
- Cryptoplax larvaeformis (Burrow, 1815) - Slanke riemkeverslak
- Cryptoplax propior Taki & Taki, 1930
- Cryptoplax burrowi (E. A. Smith, 1884)
- Cryptoplax caledonicus Rochebrune, 1882
- Cryptoplax dawydoffi Leloup, 1937
- Cryptoplax dimidiata Ang, 1967
- Cryptoplax dupuisi Ashby, 1931
- Cryptoplax hartmeyeri Thiele, 1911
- Cryptoplax iredalei Ashby, 1923
- Cryptoplax japonica Pilsbry, 1901
- Cryptoplax mystica Iredale & Hull, 1925
- Cryptoplax oculata (Quoy & Gaimard, 1835)
- Cryptoplax plana Ang, 1967
- Cryptoplax royana Iredale & Hull, 1925
- Cryptoplax striata (Lamarck, 1819)
- Cryptoplax sykesi Thiele, 1909